# Червона гвардія
Червóна гвáрдія (рос. Красная гвардия) — добровільні напіввійськові та військові формування більшовиків, що виникли під час Лютневої революції 1917.
В Україні Червона гвардія створювалась з березня 1917 комітетами РСДРП(б) як частина всеросійської Червоної гвардії. До Червоної гвардії вступали більшовики, анархісти, есери-максималісти та прихильники серед безпартійних робітників і службовців. Усі інші соціалістичні партії (у тому числі українські), керовані ними Ради робітничих і солдатських депутатів, профспілки виступали проти організації Червоної гвардії, тому до липня 1917 була нечисленною.

## Розвиток
В Україні у цей час червоногвардійські загони існували лише в Одесі (до 1000 осіб), Києві, Харкові та Катеринославі (по 250—300 осіб). З вересня 1917 лави Червоної гвардії зростали, наприкінці жовтня в 40 містах і робітничих селищах України налічувалось близько 12 тис. червоногвардійців. На початку українсько-більшовицької війни (з кін. листопада 1917 до лютого 1918) Червона гвардія одержала з Росії (Москви, Петрограда, Тули, Курська) понад 70 тис. гвинтівок, 2750 станкових і ручних кулеметів, кілька тисяч револьверів, понад 10 мільйонів патронів, багато військового спорядження. Чисельність Червоної гвардії в Україні зросла наприкінці грудня до 40 тис. осіб, у січні — до 130 тис. осіб, 40 % її становили робітники Донбасу. У Чернігівській і Полтавській губерніях були утворені загони сільської Червоної гвардії з числа демобілізованих солдатів і дезертирів. Червона гвардія поділялась на десятки і сотні, в Донбасі — на батальйони і полки. Мала спеціальні підрозділи — кулеметні, артилерійські, інженерні та ін. Були утворені селищні, районні і міські штаби Червоної гвардії, їх очолювали члени більшовицьких, лівоесерівських і анархістських комітетів.
Більшість червоногвардійців становила молодь віком 20-30 років. З листопада 1917 Червона гвардія України стала знаряддям ЦК РСДРП(б) і Раднаркому Росії у війні з Українською Народною Республікою. З грудня 1918 безпосередньо підлягала наркому В. Антонову-Овсієнку. Разом із більшовизованими російськими військами Червона гвардія розганяла есеро-меншовицькі Ради робітничих і солдатських депутатів в Україні, замінювала їх анархістсько-більшовицькими Радами. В листопаді 1917 — лютому 1918 у складі збройних сил більшовицької Росії Червона гвардія взяла участь майже у 200 збройних сутичках і боях з військами Української Центральної Ради. Найзапеклішими були бої з підрозділами Армії УНР в Одесі (30 листопада — 2 грудня 1917), на ст. Лозова (15-16 грудня 1917), у Катеринославі (27-29 грудня 1917), Одесі (13-17 січня 1918), на ст. Бахмач (15-16 січня 1918), у Києві (16-25 січня 1918). Загони Червоної гвардії Донбасу в складі військ наркома В. Антонова-Овсієнка відіграли велику роль у встановленні більшовицької диктатури у Донській області, Ростові-на-Дону.

## Знаряддя терору
Червона гвардія була знаряддям більшовицьких і анархістських організацій у здійсненні червоного терору, стягненні «контрибуцій» з «буржуазії» та продрозверстки з селянства. На ґрунті політичних репресій, масових реквізицій, вилучення цінностей у населення, пияцтва в середовищі червоногвардійців у березні-квітні 1918 розклалася, вийшла з-під контролю більшовицьких комісарів, місцевих органів радянської влади. У березні-квітні 1918 під натиском частин Армії УНР та австро-німецьких військ Червона гвардія відступила з України в Росію, де була розформована. Особовий склад Червоної гвардії став основою для формування частин Червоної армії.